# Hyundai Coupé
 (juin 2008).
Si vous disposez d'ouvrages ou d'articles de référence ou si vous connaissez des sites web de qualité traitant du thème abordé ici, merci de compléter l'article en donnant les références utiles à sa vérifiabilité et en les liant à la section « Notes et références ».
Le Coupé, aussi connu sous l'appellation Tiburon en Amérique du Nord et sous l'appellation Tuscani en Asie, est un modèle du constructeur automobile Sud-Coréen Hyundai. 
Il y a eu 3 versions de coupé, le RD1 de 1996 à 1999, le RD2 de 2000 à 2002 et le GK3 de 2002 à nos jours. Ce dernier se décline en Amérique du Nord en 3 versions : Base, SE et Tuscani. Les 2 premières sont équipées du 4 cylindres de 2,0 litres développant 138 ch à 6 500 tr/min, la version Tuscani par un V6 de 2,7 litres de 172 ch à 5 500 tr/min et est couplée avec une boîte manuelle 6 vitesses.
Il est restylé en 2006.

## Hyundai Coupé I (RD1/RD2)
La Hyundai Coupé est basée sur la plateforme technique de la Lantra et est commercialisée en France à partir de septembre 1996. Ses lignes reprennent les traits des concept-car HCD I de 1992, HCD II de 1993 et HCD III de 1995 . Les trains roulants sont optimisés par Porsche (flexibilité, tarages, antiroulis) ce qui lui confère une excellente tenue de route, notamment avec son train arrière équipé de bras tirés réglables. Une seule motorisation est disponible à la base, le 2,0 litres-16v de 138 chevaux associé à une boîte manuelle à 5 vitesses. Ce moteur dit Beta est particulièrement fiable, certaines autos peuvent allègrement dépasser les 300 000 km, la base sert également pour le moteur 1,6 et 1,8 sur certains marchés. Il dispose d'un entraînement par courroie pour la partie extérieure de sa distribution et d'une chaine inter-arbres pour la synchronisation du système DOHC, le bloc est en fonte et la culasse en alliage léger, il a parfois été la base de préparation plus poussée pour le rallye ou auprès de certains tuners qui n'hésitent pas à le turbocompresser. Le Coupé 2,0 litres est proposé en trois niveaux de finitions :
- "Base" : jantes en acier de 14 pouces, freins arrière à tambours, direction assistée, vitres avant électriques, antidémarrage, vitres teintées, dossier fractionné, autoradio K7, phares antibrouillards.
- FX : idem "base" + climatisation, Airbags conducteur et passager, rétroviseurs électriques, ABS, jantes en alliage de 15 pouces, sellerie en velours, siège conducteur à réglage lombaire et en hauteur, porte-gobelets, volant cuir.
- FX Luxe : idem FX + sellerie cuir, autoradio CD (au lieu du K7), l'alarme et le régulateur de vitesse.

La climatisation (sur "base") et la peinture métallisée/mica sont les seules options. Le 2,0 "base" disparait en décembre 1996 et se voit remplacer en janvier 1997 par le Coupé 1,6 en finition "base" et FX, selon les mêmes critères à deux détails près (climatisation et sellerie cuir optionnelles, pas d'aileron arrière). D'avril à juin 1998, le Coupé 1,6 FX est offert en version S.E. (sellerie cuir…). En mai 1999, la gamme est réorganisée avec une baisse de tarifs. Les 1,6 "base" et 2,0 FX disparaissent, la FX Luxe perdant son régulateur de vitesses.
Moteurs phase 1 :
- 1,6 l 1 599 cm3 (Typ 4G61), 84 kW (114 ch), 193 km/h, 8,3 l/100 km ; 06/1997−10/1999
- 2,0 l 1 975 cm3 (Typ G4GF), 102 kW (139 ch), 203 km/h, 8,8 l/100 km ; 09/1996−10/1999

Le Coupé subit un lifting à l'automne 1999. Les boucliers, phares, feux, hayon et capot sont redessinés tandis que l'intérieur reçoit également quelques retouches stylistiques (instrumentation, commande climatisation, interrupteurs). Mécaniques et transmissions sont également revues avec une puissance fiscale en baisse : le 1,6 litre passe de 8 à 7 ch, le 2,0 litres passant de 10 à 9 ch. L'autoradio est de type RDS et une télécommande de fermeture centralisé complète l'équipement de la 2,0 FX Luxe. De novembre 1999 à janvier 2000, Hyundai propose la Coupé 1,6 FX Clim'. En mars 2000, la 2,0 FX Série Spéciale est commercialisée (gris métallisé, toit ouvrant électrique…), finition étendue à la 1,6 FX en septembre. Enfin, mars 2001 voit l'apparition dans les concessions de la 2,0 FX JVC Jazz Festival. Le Coupé RD2 est retiré du catalogue après écoulement des stocks en février 2002, soit quelques mois après la présentation de la seconde génération de Coupé (GK3).
Moteurs phase 2 :
- 1,6 l 1 599 cm3 (Typ 4G61), 84 kW (114 ch), 193 km/h, 8,3 l/100 km ; 10/1999−04/2002
- 2,0 l 1 975 cm3 (Typ G4GF), 102 kW (139 ch), 200 km/h, 8,8 l/100 km ; 10/1999−03/2001
- 2,0 l 1 975 cm3 (Typ G4GF-EG), 99 kW (135 ch), 198 km/h, 8,8 l/100 km ; 03/2001−02/2002

## Hyundai Coupé II (GK3/FL1/FL2)

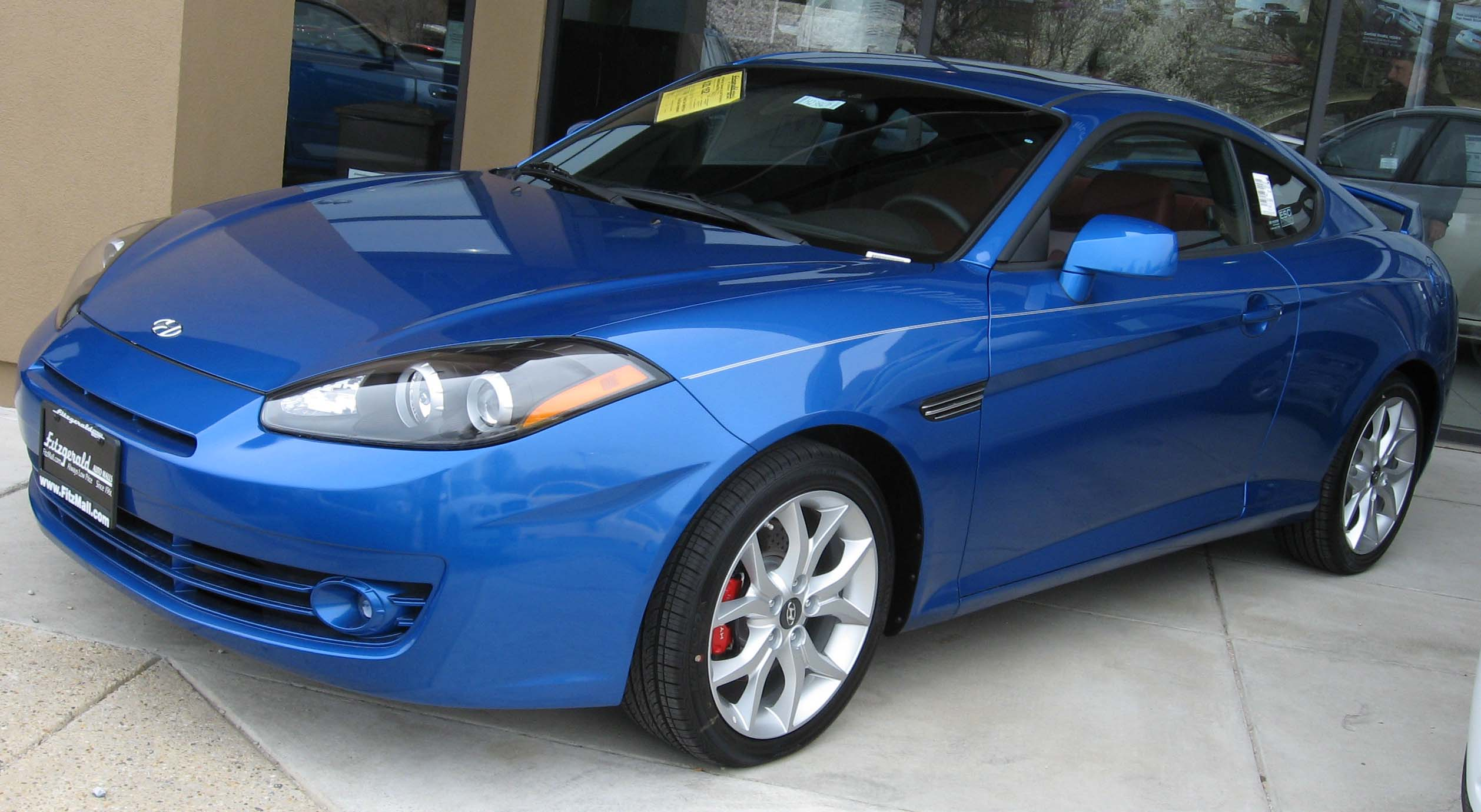
Hyundai Coupé II restylé

Le Coupé de seconde génération est commercialisé en France à partir de janvier 2002. Si le 2,0 litres-16v est toujours présent, une nouvelle mécanique vient coiffer la gamme. Il s'agit d'un 6 cylindres en V, 2,7 litres et 24 soupapes développant 167 chevaux. Une seule finition est au programme (FX) tandis que la boîte automatique est disponible dès d'avril (2,0 et 2,7 litres). À partir de janvier/février 2003, l'arrivée d'un 1,6 litre-16v de 105 chevaux et d'un 2,0 litres-16v revigoré (143 chevaux) a pour conséquence une réorganisation de la gamme. Désormais on parle de Pack Confort (1,6 et 2,0 litres) et de Pack Luxe (2,0 et 2,7 litres). À l'automne 2004, le Coupé est restylée (FL1) et la gamme simplifiée avec la disparition en septembre des 1,6 et 2,7 litres automatique, puis du 2,7 litres à boîte mécanique en novembre. Reste donc le Coupé 2,0 litres Pack Luxe (boîte mécanique ou automatique), dorénavant équipé de roues de 17 pouces, à l'instar du Coupé V6. En septembre 2006, le Coupé subit un nouveau lifting (FL2). Avril 2007 marque le retour du Coupé V6, mais sur commande spéciale avec un délai de livraison assez long (six mois). Il est de nouveau retiré du catalogue, et de manière définitive, fin juillet 2008, tout comme le 2,0 litres à boîte automatique en septembre. En octobre 2010, le Coupé n'est plus commercialisé (fin de stock). Il est remplacé par le Genesis Coupé déjà disponible sur le continent américain depuis février 2009, notamment.

### Moteur
- 4-cylindres :
  - 1,6 l (Alpha) avec 77 kW (105 ch)
  - 2,0 l 16v (Beta I) avec 100 kW (136 ch) (FX) ; 2002−2003
  - 2,0 l CVVT 16v (Beta II G4GC-G) avec 105 kW (143 ch) (GLS) ; 2003−2007
- 6-cylindres :
  - 2,7 l 24v V6 (Delta G6BA-G) avec 123 kW (167 ch) (GLS) fin 2006
  - 2,7 l 24v V6 (Delta G6BA-G) avec 121 kW (165 ch) (GLS) début  2007

### Performance
- 2,0 litre :
  - Accélération 0-100 km/h: 9,2 secondes
  - Vitesse max. : 209 km/h
- 2,7 litres : (Automatic)
  - Accélération 0-100 km/h: 8,2 secondes
  - Vitesse max. : 212 km/h
- 2,7 litres : (5 vitesses)
  - Accélération 0-100 km/h: 8,2 secondes
  - Vitesse max. : 220 km/h
- 2,7 litres : (6 vitesses)
  - Accélération 0-100 km/h: 8,2 secondes
  - Vitesse max. : 233 km/h